# Poddanie się Michaiła Szeina pod Smoleńskiem królowi Władysławowi IV Wazie w 1634 r.
Poddanie się Michaiła Szeina pod Smoleńskiem królowi Władysławowi IV Wazie w 1634 r. – obraz olejny namalowany przez anonimowego malarza między 1634 a 1659, znajdujący się w zbiorach Muzeum Narodowego w Krakowie.

## Opis
Król Polski i wielki książę litewski Władysław IV Waza był władcą, którego panowanie w latach 1632–1648 przypadło na niespokojne czasy w Rzeczypospolitej Obojga Narodów. Jeszcze jako królewicz został w 1621 podczas wojny z Turcją wysłany u boku hetmana wielkiego litewskiego Jana Karola Chodkiewicza pod Chocim by powstrzymać ekspansję Imperium Osmańskiego – bitwa zakończyła się sukcesem, a Władysław zyskał wojenną sławę. Zaraz po objęciu przezeń tronu w 1632 wybuchła kolejna wojna z Rosją. Działania zaczepne Rosjanie rozpoczęli jeszcze przed wygaśnięciem obowiązującego od 1619 rozejmu zawartego w Dywilinie i oblegli należący do Polski Smoleńsk. Oblężeniem dowodził głównodowodzący rosyjskiej armii Michaił Szein, który w 1609, przez blisko dwa lata bronił miasta przed oblegającymi go Polakami. We wrześniu 1633 pod Smoleńsk nadciągnęła z odsieczą armia polska dowodzona przez Władysława IV. Polacy zmusili Rosjan do odstąpienia od murów miasta i do zamknięcia się we własnym obozie, który ostatecznie skapitulował 25 lutego 1634. Tę właśnie chwilę triumfu pokazuje obraz. W tle widzimy mury miejskie z bastionami i Dniepr z przerzuconymi przezeń mostami. Na przedzie, w otoczeniu uformowanych w karne szyki wojsk, przedstawiona została scena spotkania Rosjan, którzy nadjechali saniami i grupy polskich dowódców na koniach. Na ich przedzie występuje Władysław IV, jego koń depcze kopytami zdobyczne sztandary. Rosjanie, ubrani w charakterystyczne długie szaty, padają przed nim na twarz. U góry namalowano otwarte niebo, w którym można dostrzec świętego Floriana, zaś na tle chmur unoszą się trzy anioły. Środkowy z nich zniża się nad króla, niosąc wieniec laurowy i gałązkę palmy – symbole zwycięstwa. 
Przedstawienie triumfu Władysława IV pod Smoleńskiem miało niewątpliwie pełnić ważną funkcję propagandową. Znane jest ono z kilku realizacji, malarskich i graficznych, co świadczy, że było powielane w celu rozgłoszenia chwały króla i oręża polskiego.